# Hasle bei Burgdorf
Hasle bei Burgdorf – gmina (niem. Einwohnergemeinde) w Szwajcarii, w kantonie Berno, w regionie administracyjnym Emmental-Oberaargau, w okręgu Emmental.

## Demografia
W Hasle bei Burgdorf mieszkają 3 302 osoby. W 2020 roku 9,1% populacji gminy stanowiły osoby urodzone poza Szwajcarią.

## Transport
Przez teren gminy przebiegają drogi główne nr 23 i nr 229.